# Microsorum samarense
Microsorum samarense är en stensöteväxtart som först beskrevs av John Smith, och fick sitt nu gällande namn av Bosman. Microsorum samarense ingår i släktet Microsorum och familjen Polypodiaceae. Inga underarter finns listade.